# Dichochrysa iberica
Dichochrysa iberica är en insektsart som först beskrevs av Navás 1903.  Dichochrysa iberica ingår i släktet Dichochrysa och familjen guldögonsländor. Inga underarter finns listade i Catalogue of Life.